# Masima Hiro
Masima Hiro (真島 ヒロ; Hepburn: Mashima Hiro; Nagano, 1977. május 3. –) japán mangaművész, ismertebb művei a The Groove Adventure Rave és a Fairy Tail fantasy mangák. Masima Hiro vendége volt a 2008-as San Diegoi Comic-Connak. Munkája során nagy hatással volt rá Torijama Akira, a Dragon Ball szerzője, valamint Mijazaki Hajao.

## Pályafutása
Fiatal korában rendszeresen a nagyapja által adott mangákat olvasta. A középiskola után úgy döntött, hogy egy művészeti iskolába megy, mivel azt hitte, hogy az iskolában segítenek neki a tanulásban, hogyan lehetne javítani a manga rajzolási készségében. Azonban főként önképzéssel javított képességein. A hírnevet a Súkan Sónen Magazine-ban közzétett The Groove Adventure Rave (Rave Master) hozta meg Masima Hiro számára, mely 1999-2005-ig futott. Később animálták is a mangát, de még azelőtt törölték a műsorról, mielőtt befejezhette volna művét. Ezután készített néhány one-shotot, melyeket két kötetben adtak ki Masima-en Vol.1 és 2 címen. Ezen történetek közé tartozik többek között, a Cocona Xmas Hearts és a Fairy Tail, mely a következő azonos című nagy lélegzetvételű művének egyfajta „prototípusa” volt. 2006-ban kezdett bele e művébe, mely a Fairy Tail címet kapta. A Súkan Sónen Magazine-ban történő kiadása után nem kellett sok az anime adaptációig, melyet a TV Tokyo sugároz 2009 óta. Ugyanebben az évben elkészített egy one-shot mangát Monster Soul néven.

## Megjelent munkái
- Magician (1998)
- The Groove Adventure Rave (angol nyelvterületen Rave Master) (1998–2005)
- Rave: Plue no inu nikki (プルーの犬日記) (2002–2007)
- Masima-en (ましまえん) (2003)
- Monster Soul (2005–2007)
- Respect Gundam (2006)
- Fairy Tail (2006–2017)
- Monster Hunter Orage (2008–2009)
- Chameleon (2008) (one-shot Kasze Acusi mangája alapján, melyet a Kodansha megalapításának 50. évfordulójára készített)
- Nisikaze to taijó (2010)
- Szangokusi Taiszen kártya illusztráció
- Fairy Tail Zero (2014–2015)
- Fairy Tail: Ice Trail (2014–2015)
- Edens Zero  (2018- )
- Fairy Tail 100 Year Quest  (2018-): csak írta, nem illusztrálta

## Asszisztensei
- Josikava Miki (Yankee-kun and Megane-csan)
- Mikuni Sin (Spray King)

Masima Hiro egy mangaművésznél sem asszisztált.

## Magánélete
Egy kislány édesapja. Keresztény vallású.